# Linus Sandgren
Linus Sandgren (Stockholm, 5 de dezembro de 1972) é um fotógrafo sueco. É mais conhecido por trabalhar em obras cinematográficas, como American Hustle e La La Land, os quais lhe renderam indicações a condecorações de cinema.

## Filmografia
| Ano  | Filme                              |
| ---- | ---------------------------------- |
| 2000 | Systrar                            |
| 2001 | Superintendent Winter              |
| 2002 | Överallt och ingenstans            |
| 2002 | Disco Kung Fu                      |
| 2002 | Spung                              |
| 2002 | Lyckantropen                       |
| 2003 | Rätt i rutan                       |
| 2004 | Alla bara försvinner               |
| 2004 | The Last Picture Show              |
| 2005 | Storm                              |
| 2006 | Snapphanar                         |
| 2007 | Milah                              |
| 2010 | The Palace of Light                |
| 2010 | Shelter                            |
| 2011 | In                                 |
| 2012 | Promised Land                      |
| 2013 | American Hustle                    |
| 2014 | The Hundred-Foot Journey           |
| 2015 | Joy                                |
| 2016 | La La Land                         |
| 2017 | Battle of the Sexes                |
| 2018 | The Nutcracker and the Four Realms |
| 2022 | Babylon                            |